# Umrangso
Umrangso é uma cidade e uma town area committee no distrito de North Cachar Hills, no estado indiano de Assam.

## Demografia
Segundo o censo de 2001, Umrangso tinha uma população de 9024 habitantes. Os indivíduos do sexo masculino constituem 55% da população e os do sexo feminino 45%. Umrangso tem uma taxa de literacia de 74%, superior à média nacional de 59,5%: a literacia no sexo masculino é de 79% e no sexo feminino é de 69%. Em Umrangso, 14% da população está abaixo dos 6 anos de idade.